# Graf van Michiel de Ruyter

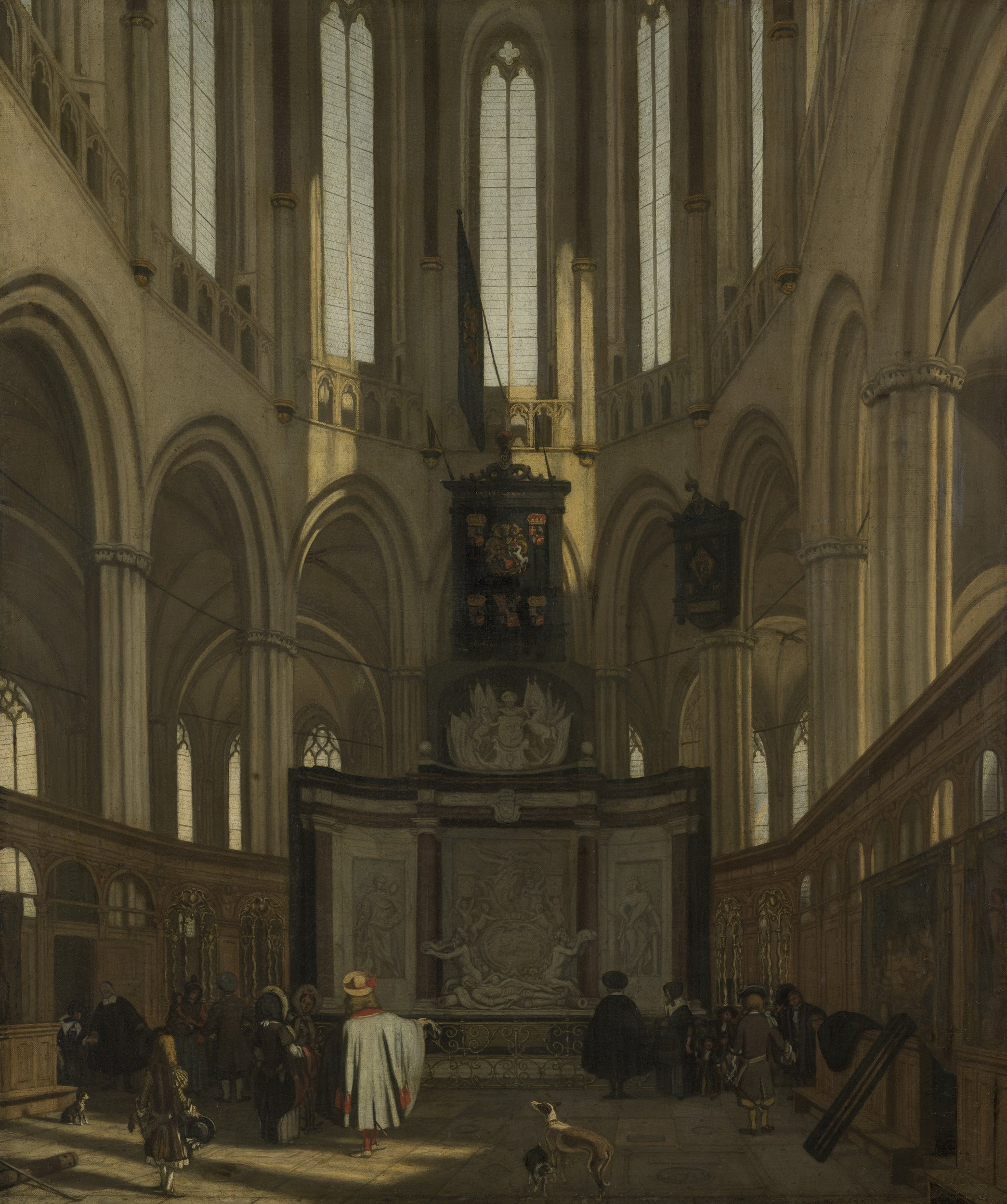
Praalgraf, in 1683 geschilderd door Emanuel de Witte

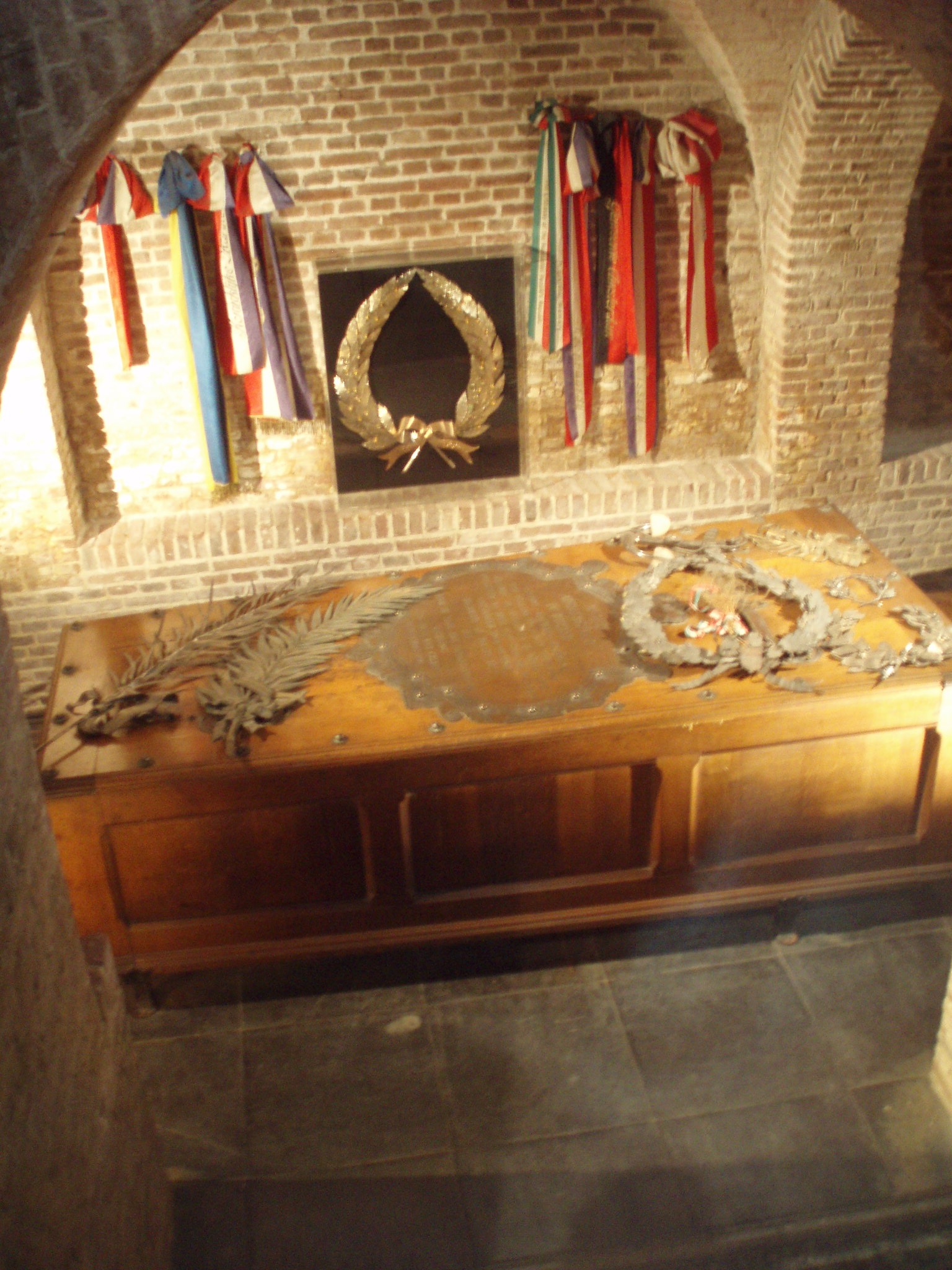
Grafkelder

Het graf van Michiel de Ruyter in de Nieuwe Kerk te Amsterdam is de laatste rustplaats van Michiel Adriaenszoon de Ruyter (1607-1676). Het bestaat uit twee delen, een witmarmeren praalgraf in de kerk, en een familiegraf in de gewelven daaronder.

## Praalgraf
Het in 1681 voltooide praalgraf van grote afmeting werd in opdracht van zoon Engel de Ruyter ontworpen en gemaakt door de Haagse beeldhouwer Rombout Verhulst.
In vol ornaat ligt Michiel de Ruyter hier in steen uitgevoerd. Op de achtergrond is een uitgehouwen kopie van een schilderij van Willem van de Velde de Jonge van de Vierdaagse Zeeslag te zien. 
In de kerk bevinden zich ook de minder grote praalgraven van de zeehelden Jan van Galen, Jan van Speijk en admiraal van Kinsbergen.

## Grafkelder
In de gewelven onder de Nieuwe Kerk bevindt zich het familiegraf met onder andere de kist met het stoffelijk overschot van Michiel de Ruyter. De toegang tot het graf is afgesloten met een slot uit de 17de eeuw. Het slot is gemaakt van brons en daardoor vonkvrij, het was oorspronkelijk bedoeld voor een kruitkamer. 
Toen de gesneuvelde admiraal hier op 18 maart 1677 werd begraven droeg de Amsterdamse hoogleraar Petrus Francius een afscheidsgedicht van bijna duizend hexameters in het Latijn voor. 

## Predikanten
Achter de kist hangt als eerbetoon een lauwerkrans aan de muur, op de bladeren staan de namen van zesentwintig Hongaarse predikanten die De Ruyter kort voor zijn dood heeft kunnen bevrijden. Links van die krans hangen rood-wit-groene Hongaarse linten, herinnerend aan herdenkingsbezoeken van Hongaarse ambassadeurs en andere vertegenwoordigers. Rechts van de krans hangen linten uit verschillende andere landen, onder meer uit Denemarken waar De Ruyter in de adelstand was verheven.
In juli 1894 legde de Duitse keizer Wilhelm II hier een krans.